# بريتاني بي.
بريتاني بي. (بالإنجليزية: Brittany B.)‏ هي مغنية وكاتبة غنائية ومنتجة أسطوانات أمريكية، ولدت في 4 مارس 1991 في كومبتون في الولايات المتحدة.

## وصلات خارجية
- بريتاني بي. على موقع ميوزك برينز (الإنجليزية)
- بريتاني بي. على موقع أول ميوزيك (الإنجليزية)

- الموقع الرسمي